# Communauté des démocraties
 (juin 2021).
Si vous disposez d'ouvrages ou d'articles de référence ou si vous connaissez des sites web de qualité traitant du thème abordé ici, merci de compléter l'article en donnant les références utiles à sa vérifiabilité et en les liant à la section « Notes et références ».
La Communauté des démocraties (en anglais : Community of Democracies) est une organisation intergouvernementale de pays démocratiques ou en transition démocratique ayant pour but commun de renforcer et de promouvoir la démocratie et sa mise en application à travers le monde. La CD est divisée en deux branches, l'une gouvernementale, composée de représentants officiels des pays adhérents, l'autre non gouvernementale, qui comprend divers organismes de la société civile. Ces deux départements se retrouvent tous les deux ans pour des conférences ministérielles. Depuis 2004, les gouvernements de la Communauté des démocraties organisent également chaque année un caucus sur la démocratie à l’Organisation des Nations unies (ONU).

## Pays membres
La conférence ministérielle compte actuellement 28 membres :
- Argentine
- Canada
- Chili
- Corée du Sud
- Costa Rica
- Estonie
- États-Unis
- Finlande
- Géorgie
- Guatemala
- Hongrie
- Inde
- Italie
- Japon
- Lituanie
- Macédoine du Nord
- Maroc
- Mexique
- Mongolie
- Nigeria
- Norvège
- Pologne
- Portugal
- Roumanie
- Royaume-Uni
- Salvador
- Suède
- Uruguay

## Objectifs et structure
Selon le département d'État des États-Unis, « l’initiative de la Communauté des démocraties a pour but de forger un consensus international parmi les pays dévoués à l’idéal démocratique, ce afin de travailler ensemble pour soutenir et faire avancer la démocratie là où elle existe, et la défendre quand elle est menacée[réf. souhaitée]. » L’organisation est dirigée par un groupe initiateur (Convening Group) composé au départ par les gouvernements ayant initié la conférence de Varsovie. Toutes les décisions sont prises par consensus. Selon un système de rotation, la présidence de l’organisation varie tous les deux ans. Le pays qui préside a pour tâche de préparer la conférence ministérielle bisannuelle et prend également en charge d’autres initiatives de l’organisation. En 2006, le Groupe Initiateur s’élargit et consiste alors en 16 pays : le Chili, l’Inde, la Pologne, la République tchèque, les États-Unis, le Mali, le Mexique, le Portugal, l’Afrique du Sud, la Corée du Sud, les Philippines, la Mongolie, le Maroc, le Salvador, le Cap-Vert et l’Italie. Début 2008, les membres du Groupe Initiateur acceptèrent la proposition de la Lituanie d’accueillir la conférence ministérielle suivante, faisant de facto de la Lituanie le 17e membre.
L’adhésion à la CD est en théorie réservée aux gouvernements qui ont montré un réel engagement aux valeurs démocratiques par leur gouvernance, comme cela est souligné dans la Déclaration de Varsovie. Cependant, l’organisation doit encore développer une procédure d’invitation définitive et objective. En effet, la procédure actuelle est critiquée et jugée trop laxiste, sapant la crédibilité de l’organisation quant à sa volonté de n’avoir dans ses membres que des pays pleinement démocratiques.
Fin 2007, l’organisation a annoncé l’établissement d’un secrétariat permanent à Varsovie. En juin 2008, le prof. Bronisław Misztal, enseignant à l'université catholique d'Amérique à Washington et sociologue auteur de nombreux articles sur la société civile et son rôle dans les transitions démocratiques, a été élu par le Groupe Initiateur pour en être le directeur exécutif.

## Histoire
La Communauté des démocraties est inaugurée au cours de la première conférence ministérielle organisée par le gouvernement polonais à Varsovie, du 25 au 27 juin 2000, et cofinancée par la Fondation Stefan Batory et la Freedom House. L’initiative est lancée par le ministre polonais des Affaires étrangères Bronisław Geremek et la secrétaire d’État américaine Madeleine Albright, ainsi que six autres cofondateurs : les gouvernements du Chili, de la Tchéquie, de l’Inde, du Mali, du Portugal et de la République de Corée.
Au terme de la conférence, les gouvernements participants signent la Déclaration de Varsovie, acceptant de « respecter et faire respecter (…) les principes et pratiques démocratiques essentiels ». Ceci comprend les principes d’élections libres et équitables, la liberté de parole et d’expression, l’égalité d’accès à l’éducation, le pouvoir de la loi et la liberté de rassemblement pacifique. En conclusion, le secrétaire général des Nations unies Kofi Annan fait l’éloge de la Communauté des démocraties en tant qu’organisation vouée au développement d’une démocratie mondiale.
Depuis la conférence originelle à Varsovie, l’organisation a été présidée par la Corée du Sud, le Chili, le Mali, le Portugal, et chacun de ces pays a accueilli une conférence ministérielle : Séoul en 2002 (qui a donné jour au Plan d’Action de Séoul), Santiago en 2005 (engagement de Santiago), Bamako en 2007 (consensus de Bamako) et Lisbonne en 2009 (Déclaration de Lisbonne). Le pays hôte est proposé par invitation du « Groupe initiateur ».
La Conférence ministérielle de Séoul s’est conclue le 12 novembre par l’adoption par les États membres de la Communauté des démocraties d’un plan d’action et d’une déclaration sur le terrorisme. Les participants à la Conférence ont réaffirmé les principes de la Déclaration de Varsovie et les objectifs inscrits dans la Charte des Nations unies, de même que dans les autres instruments internationaux de protection des droits de l'homme visant la défense et la consolidation de la démocratie au niveau mondial à travers la coopération.
Par rapport à la Déclaration de Varsovie, le Plan d’action de Séoul prévoit des procédures pour mettre en pratique la volonté de consolider et de protéger la démocratie dans ses divers aspects. En particulier, le Groupe initiateur et les autres pays intéressés qui font partie de la Communauté des démocraties encourageront la formation de coalitions et de groupes de soutien à la démocratie.

## Présidence
La présidence est assurée pour un an par un pays suivant une rotation par continent :
- 2000-2001 :  Pologne
- 2002-2003 :  Corée du Sud
- 2004-2005 :  Chili
- 2006-2007 :  Mali
- 2008-2009 :  Portugal
- 2010-2011 :  Lituanie
- 2012-2013 :  Mongolie
- 2013-2015 :  Salvador
- 2015-2017 :  États-Unis
- 2017-2018 :  Norvège
- 2018-2019 :  Chili
- 2019-2022 :  Roumanie
- 2022- :  Canada